# 紅巴布亞夜蛾
紅巴布亞夜蛾（学名：Papuacola costalis）为夜蛾科巴布亞夜蛾屬下的一个种。